# Autoblindé Peugeot 146
Autoblindé Peugeot 146 war ein französischer Panzerwagen von Peugeot auf der Basis von Peugeot Typ 146.

## Beschreibung
Unter der Bezeichnung Autoblindé bzw. Autocanon oder Automitrailleuse Peugeot 146 liefen PKW Peugeot Typ 146, die bei Kriegsausbruch 1914 behelfsmäßig überpanzert worden waren.
Die ersten Kampfhandlungen nach Ausbruch des Ersten Weltkrieges im August 1914 zeigten, dass die vorhandenen Maschinengewehre es vielfach der Kavallerie unmöglich machten, brauchbare Aufklärungsergebnisse zu erzielen. Um gleichwohl solche zu erzielen, blieb nichts anderes übrig als statt Pferden Automobile einzusetzen und diese zumindest an den wichtigsten Stellen zu panzern. Am besten eigneten sich hierzu Limousinen der Oberklasse, die einen genügend starken Motor hatten, um das zusätzliche Gewicht der Panzerplatten fortbewegen zu können. So entstanden in großer Hast als Notbehelfe überpanzerte Versionen: In Belgien vom Minerva MM, in Großbritannien vom Austin 30, Rolls-Royce Silver Ghost und Lanchester 38 und in Frankreich vom Renault Type ED und vom Peugeot Typ 146.
Der Peugeot 146 war seit 1913 in Produktion. Sein Motor hatte 4,5 Liter Hubraum. Bis Sommer 1914 dürften etwa 400 Stück gebaut worden sein, das Auto war also in größeren Stückzahlen verfügbar.
Ein erster Umbau erfolgte auf Veranlassung von Capitaine (= Hauptmann) Drouet, der die (teilweise) Überpanzerung von zwei requirierten Peugeot 146 und zwei Renault ED befahl. Diese Umbauten waren am 7. September 1914 fertig und wurden mit jeweils einem 37-mm-Hotchkiss-Marinegeschütz bewaffnet und an die Front geschickt.
Nach positiven Erfahrungen mit diesen beiden Fahrzeugen erhielten von den 121 in der Region Paris beschlagnahmten Peugeot 146 zusammen 88 Stück in gleicher Weise Panzerbleche, die die wesentlichen Teile schützten, und eine 37-mm-Hotchkiss-Kanone. Der Rest – 31 Stück – erhielt ebenfalls eine Panzerung, aber keine Bewaffnung, sondern diente als Munitionstransporter. Die Panzerbleche lieferten die Stahlwerke St. Chamond. Die Umbauten waren bis Ende Oktober 1914 durchgeführt. Die so fertiggestellten Panzerautos wurden zu „Gruppen“, jede Gruppe zu zwei Sektionen zu 2 Panzerautos, gegliedert.
Die Teilpanzerung befriedigte indessen nicht, und so entstand im Dezember 1914 ein vollständig mit 5,5 mm starken Stahlblechen gepanzerter Prototyp. Beginnend ab Februar 1915, wurden die Gruppen sukzessive aus der Front gezogen, und ihre Autos erhielten den neuen vollständig gepanzerten Aufbau. Mittlerweile hatte allerdings der Stellungskrieg eingesetzt, und für die hinterradangetriebenen schweren Fahrzeuge mit relativ geringer Bodenfreiheit gab es im granatenzerwühlten Trichtergelände der Front kaum noch Einsatzmöglichkeiten.
Erst im Oktober 1918 begann mit dem Zerbröckeln der deutschen Front wieder der Bewegungskrieg, und damit konnten die Fahrzeuge wieder eingesetzt werden. Bei diesen hatte man mittlerweile die 37-mm-Hotchkiss-Kanonen gegen MG des Modells St. Étienne mle.07 ausgetauscht. Bevor indessen die mit gepanzerten Peugeot 146 ausgerüsteten Einheiten hier neuen Ruhm ernten konnten, war der Krieg am 11. November 1918 zu Ende.
1922 wurde ein Fahrzeug mit einem Citroën-Kégresse-Halbkettenfahrwerk ausgestattet und intensiv getestet, eine Serienumrüstung fand indessen nicht statt, es blieb bei einem Prototyp.
Mittlerweile war 1919 der Polnisch-Sowjetische Krieg ausgebrochen, und Polen erhielt von Frankreich umfassende Unterstützung, insbesondere Waffenlieferungen. Hierunter befanden sich auch einige gepanzerte Peugeot 146, von deren Einsatz in den Weiten des ostpolnisch-weißrussischen Raumes im Bewegungskrieg man sich viel versprach. Inwieweit der Einsatz dieser Fahrzeuge angesichts der miserablen Straßen in diesem Raume wirklich ein Erfolg war, ist nicht überliefert. Ende der 1920er Jahre führte die polnische Armee neue Panzerspähwagen ein und trennte sich von ihren gepanzerten Peugeot 146. Soweit diese jetzt nicht verschrottet wurden, wurden sie an die Polizei in dem seit 1921 polnischen Kattowitz abgegeben, die gepanzerte mit MG bewaffnete Fahrzeuge benötigte, um gegebenenfalls Aufstände niederschlagen zu können. Hier blieben diese Fahrzeuge bis zum Ausbruch des Zweiten Weltkrieges im Dienst und unterstützten in den ersten Septembertagen die polnische Armee bei der Verteidigung des ostoberschlesischen Raumes.

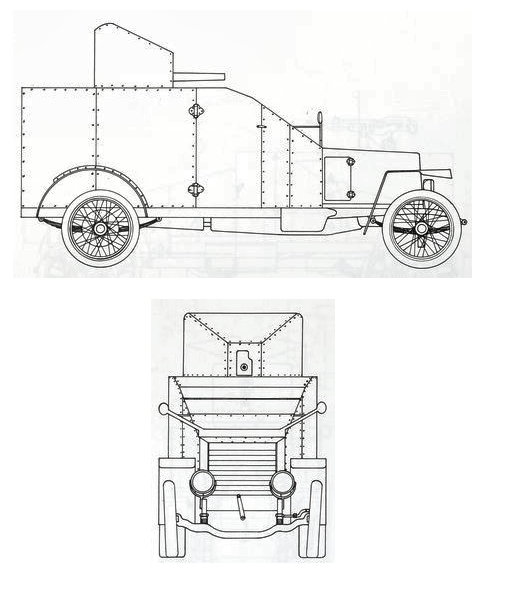
Autoblindé Peugeot 146, Fahrgestell und Aufbau.
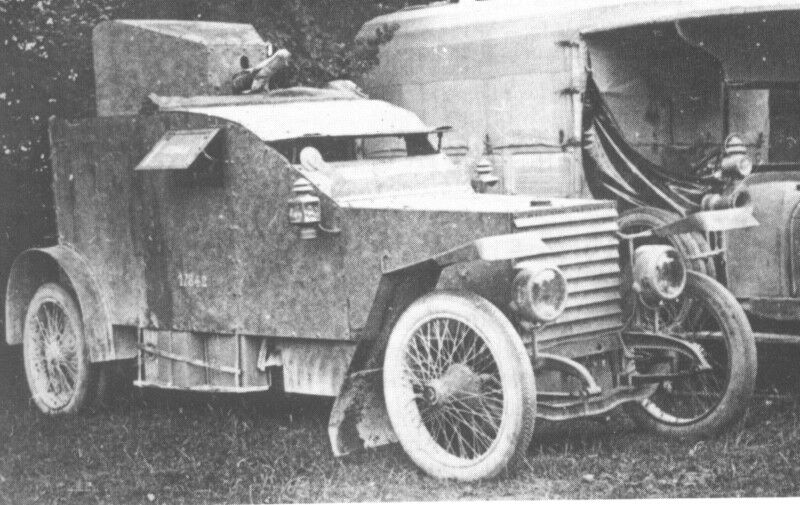
Autoblindé Peugeot 146 von rechts.
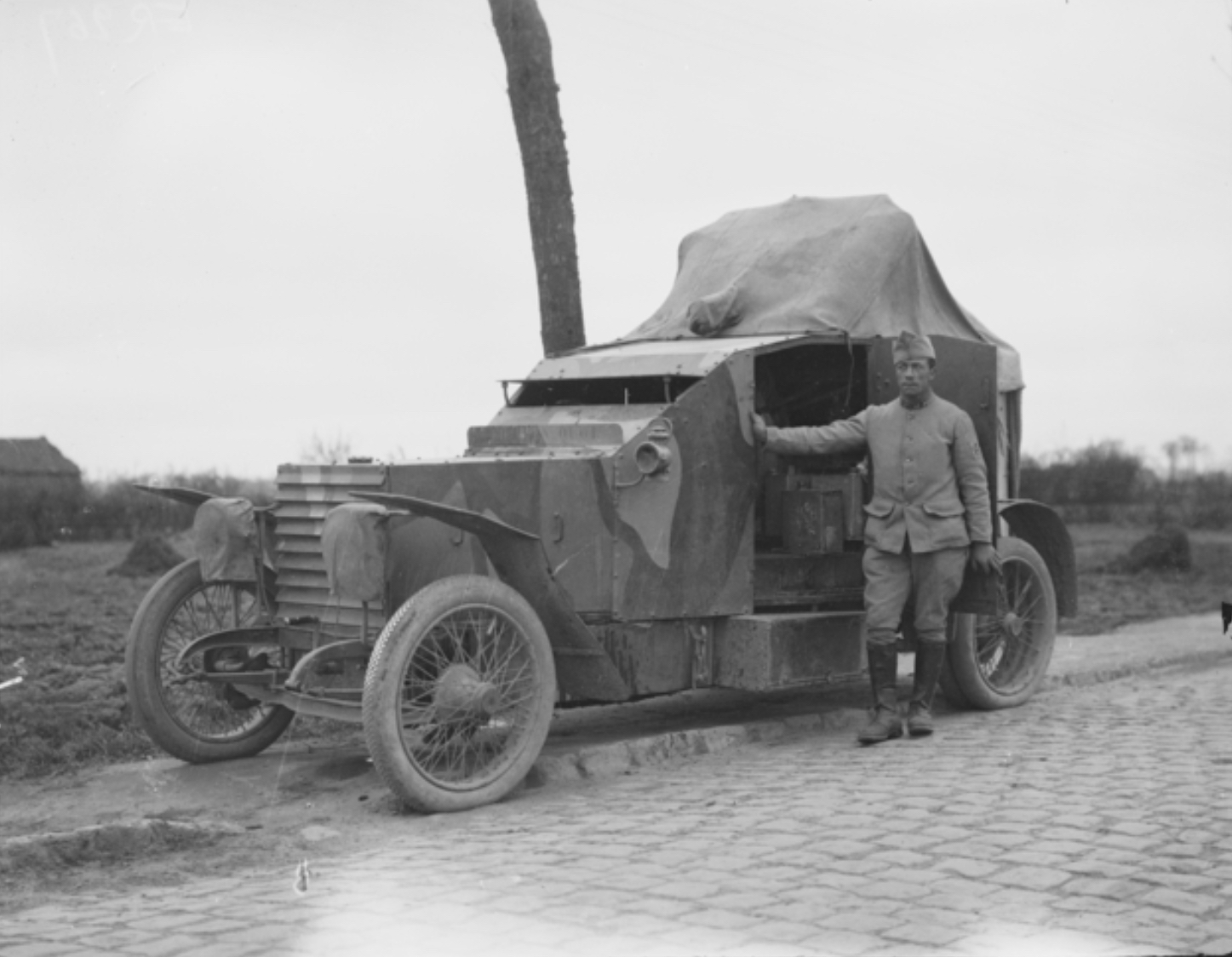
Autoblindé Peugeot 146 mit Behelfstarnung.